# Nowy Jadów

Nowy Jadów (prononciation : [ɔvɨ ˈjaduf]) est un village polonais de la gmina de Jadów dans le powiat de Wołomin de la voïvodie de Mazovie dans le centre-est de la Pologne.
Le village possède une population de 373 habitants en 2010.

## Histoire
De 1975 à 1998, le village appartenait administrativement à la voïvodie de Siedlce.